# ویکتور مافئو
ویکتور مافئو (انگلیسی: Víctor Maffeo؛ زادهٔ ۱۸ سپتامبر ۲۰۰۰) بازیکن فوتبال اهل اسپانیا است.
از باشگاه‌هایی که در آن بازی کرده‌است می‌توان به باشگاه فوتبال ویگان اتلتیک اشاره کرد.